# Michalitj
Michalitj (bulgariska: Михалич) är ett distrikt i Bulgarien.   Det ligger i kommunen Obsjtina Văltjidol och regionen Oblast Varna, i den östra delen av landet, 300 km öster om huvudstaden Sofia.
Trakten runt Michalitj består till största delen av jordbruksmark. Runt Michalitj är det ganska glesbefolkat, med 40 invånare per kvadratkilometer.